# Picea smithiana
Picea smithiana là một loài thực vật hạt trần trong họ Thông. Loài này được (Wall.) Boiss. miêu tả khoa học đầu tiên năm 1884.